# Nemunėlis
Nemunėlis (lotyšsky Mēmele) je řeka na severu Litvy, v Panevėžyském kraji, protéká okresy Rokiškis a Biržai (celkem 151 km, z toho 76 km tvoří hranici mezi Lotyšskem a Litvou; plocha povodí na území Litvy je 3770 km²) a na jihu Lotyšska (zbývajících 40 km), zde protéká okresy Aizkraukle a Bauska. Řeka vytéká z jezera Lūšna (Okres Rokiškis), 6 km na jih od Rokiškisu. Teče zpočátku na severozápad, u okraje Rokiškisu se stáčí na jihozápad, u Ruopiškisu protéká jezerem Alseta a stáčí se směrem západním, protéká další dvě jezera, městysem Panemunėlis, kde se ostře stáčí směrem severním, potom pozvolně obloukem přes severozápadní do směru západního, po soutoku s levým přítokem Beržuona se stáčí směrem severním. Po soutoku s pravým přítokem Vingerinė se stáčí na západ, za městem Panemunis se stáčí poněkud severněji a od soutoku s řekou Nereta tvoří hranici mezi Lotyšskem a Litvou. Na území Lotyšska vtéká 0,5 km před městem Mēmele. Řeka po soutoku řek Nemunėlis (zprava) a Mūša (zleva) za městem Bauska se dále jmenuje Lielupe, která je považována za pokračování řeky Mūša. Zmíněný soutok je 120,5 km od ústí do Baltského moře.

## Základní vodopisné údaje
Průtok se pohybuje nejčastěji kolem 30 m3/s, průměrný - 95 m3/s, maximální - 341 m3/s, minimální - 3,1 m3/s. Hloubka je průměrně 1,3 m (na horním toku 0,3 - 0,7 m, na dolním toku 1,5 - 3,5 m), průměrná šířka koryta 45 m (na horním toku 2-3 m, ve středním toku do 40 m, v dolním toku do 60 m). Okraje koryta na mnoha místech silně zarůstají (ponejvíce sítinami (Juncus)). Celkový výškový rozdíl je 97 m (průměrný spád je 0,5 m/km), průměrný spád na území Litvy je 0,7 m/km. Na jaře hladina řeky v dolním toku stoupne o více než 4 m. Rozdělení celkového průtoku podle ročních období: jaro - 49 %, léto - 11 %, podzim - 20 %, zima - 20 %.

## Přítoky

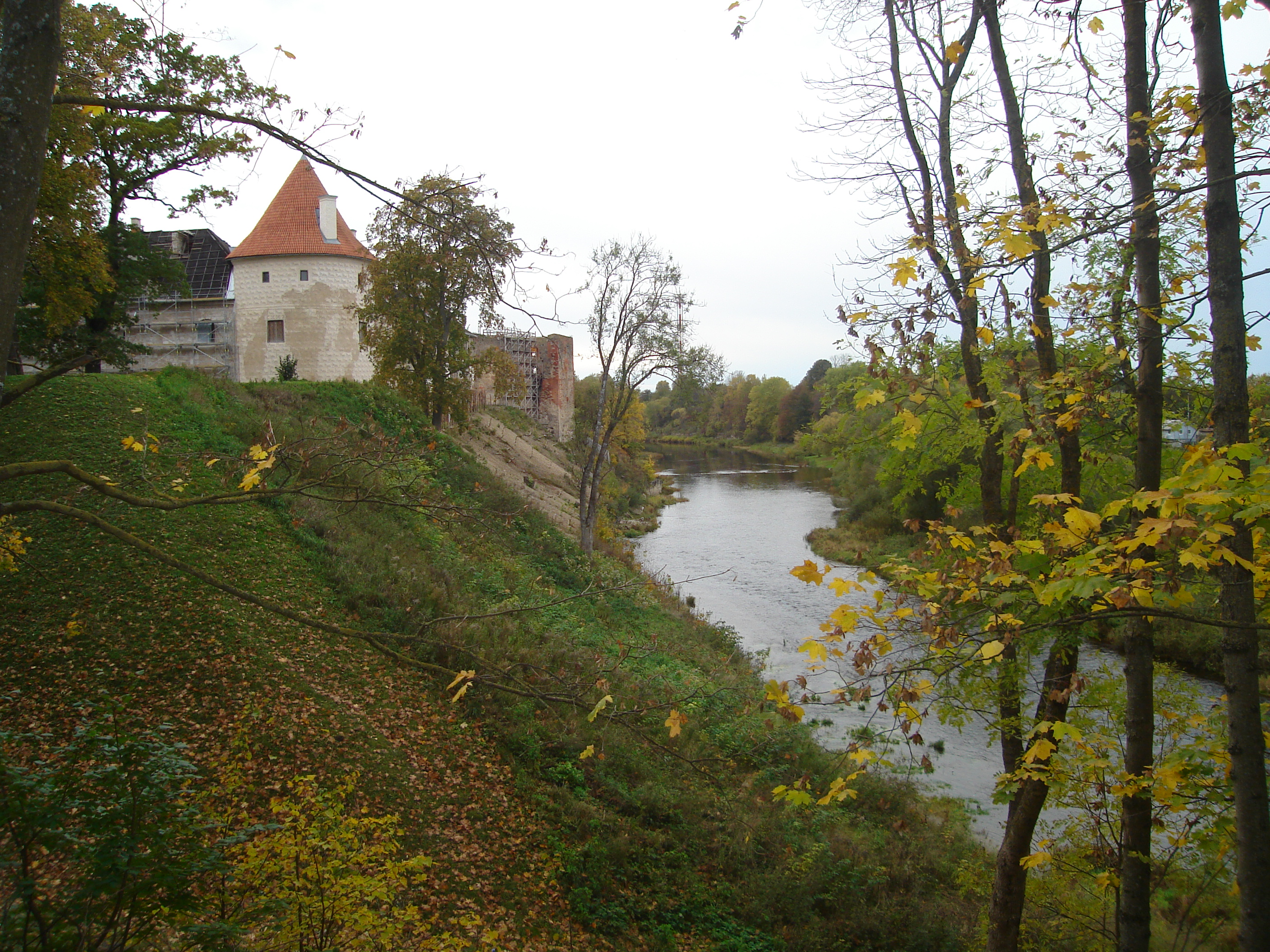
Nemunėlis pod hradem v Bausce (v Lotyšsku)

Nemunėlis má více než 50 přítoků, z nichž některé jsou:

Levé:
- na území Litvy:

| Hydrologické pořadí | Řeka               | Délka (km) | Povodí (km²) | Vzdálenost od soutoku Nemunėlisu s Mūšou (km) | Ústí kde              | Koordináty ústí |
| ------------------- | ------------------ | ---------- | ------------ | --------------------------------------------- | --------------------- | --------------- |
| 42010060            | Pabalia            | 4,4        | 4,7          | 173,4                                         |                       |                 |
| 42010070            | N - 29             | 5,8        | 5,8          | 173,2                                         |                       |                 |
| 42010080            | Beržuona           | 4,4        | 13,1         | 171,3                                         |                       |                 |
| 42010090            | N - 27             | 3,8        | 12,3         | 165,4                                         |                       |                 |
| 42010140            | N - 25             | 4,0        | 7,6          | 154,2                                         |                       |                 |
| 42010160            | N - 23             | 4,2        | 6,5          | 151,7                                         |                       |                 |
| 42010260            | N - 21             | 3,2        | 5,6          | 138,8                                         |                       |                 |
| 42010280            | Senupis            | 9,4        | 14,0         | 125,9                                         |                       |                 |
| 42010290            | Gaigalas           | 9,3        | 25,7         | 121,6                                         |                       |                 |
| 42010330            | N - 17             | 3,2        | 3,2          | 112,5                                         |                       |                 |
| 42010340            | N - 15             | 2,6        | 2,3          | 110,2                                         |                       |                 |
| 42010350            | N - 13             | 4,8        | 3,7          | 109,6                                         |                       |                 |
| 42010370            | N - 11             | 2,4        | 2,8          | 106,8                                         |                       |                 |
| 42010380            | Srautas            | 3,0        | 5,0          | 103,2                                         |                       |                 |
| 42010410            | Kišupė             | 4,4        | 3,3          | 97,8                                          |                       |                 |
| 42010440            | N - 9              | 1,1        | 1,0          | 89,5                                          |                       |                 |
| 42010450            | Audupė             | 7,6        | 4,7          | 87,9                                          |                       |                 |
| 42010470            | Sandariškių upelis | 5,5        | 5,4          | 83,7                                          | Sandariškiai          |                 |
| 42010480            | N - 7              | 3,5        | 4,2          | 82,3                                          |                       |                 |
| 42010510            | Totorkalnis        | 6,1        | 3,4          | 70,9                                          |                       |                 |
| 42010520            | N - 5              | 2,6        | 4,9          | 70,6                                          |                       |                 |
| 42010530            | Benupė             | 9,7        | 15,7         | 62,5                                          |                       |                 |
| 42010540            | Apaščia            | 90,7       | 894,1        | 60,1                                          | Nemunėlio Radviliškis |                 |
| 42010710            | N - 3              | 3,5        | 5,3          | 51,7                                          |                       |                 |
| 42010720            | Kraklis            | 7,9        | 13,3         | 44,7                                          |                       |                 |
| 42010730            | Rindauga           | 7,3        | 10,9         | 43,9                                          |                       |                 |
| 42010750            | Žvejotgalės upelis | 6,1        | 12,4         | 41,9                                          |                       |                 |
| 42010760            | Krūtas             | 12,7       | 34,0         | 35,0                                          |                       |                 |
| 42010770            | N - 1              | 4,7        | 6,2          | 34,6                                          |                       |                 |

- na území Lotyšska:
  - Kalnadruvu gr.

Pravé:
- na území Litvy:

| Hydrologické pořadí | Řeka      | Délka (km) | Povodí (km²) | Vzdálenost od soutoku Nemunėlisu s Mūšou (km) | Ústí kde | Koordináty ústí |
| ------------------- | --------- | ---------- | ------------ | --------------------------------------------- | -------- | --------------- |
| 42010010            | N - 20    | 2,9        | 2,9          | 196,4                                         |          |                 |
| 42010020            | N - 18    | 3,5        | 2,1          | 187,2                                         |          |                 |
| 42010030            | Skardžius | 3,6        | 5,6          | 185,8                                         |          |                 |
| 42010040            | N - 16    | 2,3        | 3,3          | 182,8                                         |          |                 |
| 42010050            | Laukupė   | 23,9       | 60,4         | 176,5                                         |          |                 |
| 42010110            | Vingerinė | 22,9       | 124,7        | 158,1                                         |          |                 |
| 42010150            | N - 14    | 5,2        | 7,9          | 153,6                                         |          |                 |
| 42010170            | N - 12    | 5,5        | 6,3          | 145,7                                         |          |                 |
| 42010180            | Vyžuona   | 34,1       | 320,9        | 142,3                                         |          |                 |
| 42010250            | Pūkinė    | 5,0        | 7,3          | 141,6                                         |          |                 |
| 42010270            | Nadžiupis | 5,8        | 35,8         | 128,4                                         |          |                 |
| 42010310            | Nereta    | 24,6       | 88,9         | 118,6                                         |          |                 |

- na území Lotyšska (některé přítoky s názvem mohou být totožné s přítokem bez názvu; pořadí může být chybně):

| Hydrologické pořadí | Řeka                | Délka (km) | Povodí (km²) | Vzdálenost od soutoku Nemunėlisu s Mūšou (km) | Ústí kde     | Koordináty ústí |
| ------------------- | ------------------- | ---------- | ------------ | --------------------------------------------- | ------------ | --------------- |
| 42010360            | Dvorupe (N - 10?)   | 10,8       | 31,2         | 109,0                                         |              |                 |
| 42010390            | Egļupīte (N - 8?)   | 6,5        | 11,4         | 99,9                                          |              |                 |
| 42010420            | N - 6               | 7,3        | 11,4         | 92,2                                          |              |                 |
| 42010430            | N - 4               | 6,7        | 12,0         | 89,9                                          |              |                 |
| 42010460            | Jižní Susēja/Susėja | 110,2      | 1218,5       | 84,2                                          | Sandariškiai |                 |
| 42010490            | Viesīte             | 63,1       | 469,7        | 78,8                                          |              |                 |
|                     | Žūžas strauts       | ~4         |              | ~58                                           |              |                 |
|                     | Baltais gr.         | ~8         |              | ~43                                           |              |                 |
| 42010740            | N - 2               | 7,8        | 12,4         | 42,8                                          |              |                 |
|                     | Rīkonu strauts      | 18         |              |                                               |              |                 |
|                     | Žūru strauts        | 9          |              |                                               |              |                 |
|                     | Vecsaules strauts   | 7          |              |                                               |              |                 |
|                     | Saules strauts      | 7          |              |                                               |              |                 |

## Fauna
- Candát obecný Sander lucioperca
- Cejn velký Abramis brama
- Jelec jesen Leuciscus idus
- Mník jednovousý Lota lota
- Okoun říční Perca fluviatilis
- Plotice obecná Rutilus rutilus
- Podoustev říční Vimba vimba
- Štika obecná Esox lucius